# HD 107148
HD 107148 (HIP 60081 / SAO 138714 / BD-02 3497) es una estrella en la constelación de Virgo de magnitud aparente +8,02, situada 3º al sur del ecuador celeste. Se encuentra a 167 años luz de distancia del sistema solar. Desde 2006 se conoce la existencia de un planeta extrasolar en órbita alrededor de esta estrella.
HD 107148 es una estrella enana amarilla de tipo espectral G5V con una temperatura efectiva de 5797 K. Tiene una luminosidad un 41% superior a la luminosidad solar, siendo su contenido relativo de hierro el doble que en el Sol ([Fe/H] = +0,31). Su radio es un 18% más grande que el radio solar.
Igualmente, su masa es un 12% mayor que la masa solar y su edad se estima en 5600 millones de años, por lo que puede ser unos 1000 millones de años más antigua que el Sol.
No debe confundirse con la estrella HD 108147, en la constelación de Crux, que también alberga un planeta extrasolar.

## Sistema planetario
El planeta, designado HD 107148 b, es un planeta joviano con una masa mínima equivalente al 70% de la de Saturno. A diferencia de Saturno, orbita mucho más próximo a la estrella, a solo un 26,9% de la distancia existente entre la Tierra y el Sol. En consecuencia, tiene un corto período orbital de solo 48 días. La órbita es poco excéntrica (e = 0,05 ± 0,17).
| Acompañante (En orden desde la estrella) | Masa (MJ)      | Período orbital (días) | Semieje mayor (UA) | Excentricidad |
| ---------------------------------------- | -------------- | ---------------------- | ------------------ | ------------- |
| HD 107148 b                              | > 0,21 ± 0,036 | 48,056 ± 0,057         | 0,269 ± 0,016      | 0,05 ± 0,17   |